# Lasiocercis affinis
Lasiocercis affinis är en skalbaggsart som beskrevs av Stefan von Breuning 1965. Lasiocercis affinis ingår i släktet Lasiocercis och familjen långhorningar.
Artens utbredningsområde är Madagaskar. Inga underarter finns listade i Catalogue of Life.